# Le Roi est mort, vive le Roi! (musikalbum)
Le Roi Est Mort, Vive Le Roi! är ett musikalbum av Enigma, utgivet den 25 november 1996. Det är gruppens tredje studioalbum.

## Låtlista
All text och musik är komponerad av Michael Cretu, om intet annat anges.

## Låtförteckning
| Nr  | Titel                         | Kompositör            | Original artist | Längd |
| --- | ----------------------------- | --------------------- | --------------- | ----- |
| 1.  | Le Roi Est Mort, Vive Le Roi! |                       |                 | 1:41  |
| 2.  | Morphing Thru Time            |                       |                 | 5:47  |
| 3.  | Third of Its Kind             |                       |                 | 0:19  |
| 4.  | Beyond the Invisible          | Cretu David Fairstein |                 | 5:00  |
| 5.  | Why! ...                      |                       |                 | 4:59  |
| 6.  | Shadows in Silence            |                       |                 | 4:21  |
| 7.  | The Child in Us               |                       |                 | 5:05  |
| 8.  | T.N.T. for the Brain          |                       |                 | 4:26  |
| 9.  | Almost Full Moon              |                       |                 | 3:25  |
| 10. | The Roundabout                | Cretu Fairstein       |                 | 3:38  |
| 11. | Prism of Life                 | Cretu Fairstein       |                 | 4:54  |
| 12. | Odyssey of the Mind           |                       |                 | 1:41  |